# Vrtinčarji
Vrtinčarji (znanstveno ime Turbellaria) so prosto živeči ploskavci z omigetalčeno kožo. Živijo v celinskih vodah in morjih, nekaj vrst pa tudi v vlažni prsti. So preproste ploske ali pa podolgovate živali. Usta uporabljajo za sprejem in izločanje hrane.